# Valvers þáttr
Valvers þáttr es un relato corto de las sagas caballerescas. Es una sección de la Parcevals saga, y trata sobre el caballero Gawain, de la corte del rey Arturo, y los problemas causados a menudo por sus interacciones con las mujeres. Es una adaptación al nórdico antiguo de la obra de Chrétien de Troyes.